# Pallone d'oro 1987

Ruud Gullit, vincitore del Pallone d'oro 1987.

L’edizione 1987 del Pallone d'oro, 32ª edizione del premio calcistico istituito dalla rivista francese France Football, fu vinta dall'olandese Ruud Gullit (PSV / Milan).
I giurati che votarono furono 27, provenienti da Albania, Austria, Belgio, Bulgaria, Cecoslovacchia, Danimarca, Finlandia, Francia, Germania Est, Germania Ovest, Grecia, Inghilterra, Irlanda, Italia, Jugoslavia, Lussemburgo, Paesi Bassi, Polonia, Portogallo, Romania, Scozia, Spagna, Svezia, Svizzera, Turchia, Ungheria e Unione Sovietica.